# Stephan Ladislaus Endlicher
Stephan Ladislaus Endlicher (Pressburg, 24 giugno 1804 – Vienna, 28 marzo 1849) è stato un botanico, numismatico e orientalista austriaco, noto soprattutto per aver dato la denominazione scientifica a molte piante, tra le quali la sequoia.

## Biografia
Dopo aver seguito studi di teologia e aver ricevuto gli ordini minori, nel 1828 fu incaricato della riorganizzazione della collezione di manoscritti della Hofbibliothek, la biblioteca imperiale. Nel periodo in cui svolse quest'attività fece studi di scienze naturali, in particolare botanica, e di lingue asiatiche orientali. Scrisse i fondamenti della lingua cinese.
Nel 1840 divenne professore presso il giardino botanico di Vienna, venendone poi nominato direttore. Scrisse un esauriente trattato descrittivo del regno vegetale, tracciandone una classificazione che è considerata la più avanzata dell'epoca. Fu pubblicato assieme alla seconda edizione del trattato Grundzüge der Botanik (fondamenti di botanica) di Franz Joseph Unger.
Endlicher contribuì in modo decisivo alla fondazione dell'accademia imperiale delle scienze austriaca (Kaiserliche Akademie der Wissenschaften), ma quando, contrariamente alle sue aspettative, ne fu eletto presidente il barone Joseph Hammer von Purgstall anziché lui stesso, si dimise sdegnato.
Notoriamente di idee politiche liberali, gli fu chiesto di fare da mediatore durante la rivoluzione del 1848, ma fu costretto a lasciare Vienna per un certo periodo. Si recò in Germania, dove divenne membro del Parlamento di Francoforte e dell'assemblea di Kremsier.
Endlicher fondò nel 1835 la rivista di botanica Annalen des Wiener Museums der Naturgeseschichte. Iniziò la compilazione del trattato Flora Brasiliensis assieme a Martius. Pubblicò anche i primi studi sulla flora dell'Australia, comprese le piante raccolte da Carl von Hugel.
Nominò, in onore di Gustav Woldemar Focke il genere Fockea, delle piante succulente.
Il genere Endlicheria delle Lauraceae è stato nominato in suo onore.

## Opere principali
- Flora Brasilensis
- Genera Plantarum Secundum Ordines Naturales Disposita, 1836-1850
- Synopsis Coniferarum, 1847

## Abbreviazione standard
| Endl. è l'abbreviazione standard utilizzata per le piante descritte da Stephan Ladislaus Endlicher. Consulta l'elenco delle piante assegnate a questo autore dall'IPNI. |